# Талица (Торопецкий район)
Та́лица — деревня в южной части Торопецкого района Тверской области. Входит в состав Понизовского сельского поселения.

## География
Деревня расположена в 12 км к юго-востоку от районного центра Торопец. В южной части деревни находится мост через реку Торопа.

## Этимология
Название деревни образовано от слов «талец», «талица»- «незамерзающий родник, ручей, речка, озеро», «мощный родник среди болот». Деревня расположена в устье небольшого правого притока реки Торопы; вероятно, название селения связано с особенностями этого водотока и может быть образовано от гидронима.

## История
На топографической карте Фёдора Шуберта, изданной в 1871 году обозначена деревня Талица. Имела 3 двора. 
В списке населённых мест Псковской губернии за 1885 год значится деревня Талица; 4 двора, 25 жителей (11 мужчин и 14 женщин).
На карте РККА 1923—1941 годов обозначена деревня Талица. Имела 15 дворов. 

## Улицы
- Советская
- Лесная
- Заречная
- Новая
- Школьная
- Южная
- Ново-Бридинская

## Население
Талица — крупнейший населённый пункт Понизовского сельского поселения.
| 1885 | 2002 | 2010 |
| ---- | ---- | ---- |
| 25   | 393  | 365  |

## Инфраструктура
- Зверохозяйство «Знаменское»[7]
- Офис врача общей практики
- Магазины
- Детский сад
- Почта
- Библиотека [8]